# Hennig-Olsen Is
Hennig-Olsen Is AS er en familieejet og -drevet isfabrik i Kristiansand i Norge. Hovedproduktet er is, som de producerer mere end 20 forskellige slags af.
Is fra Hennig-Olsen har rødder tilbage til 1924. Kristiansand-borgeren Sven Hennig-Olsen (1899-1945) lærte at fremstille is under et ophold i Chicago. Da han i 1924 vendte tilbage til sin hjemby, havde han udstyr og opskrifter med sig. Isproduktionen startede i den tobakskiosk han startede i Kristiansand. Isfabrikken åbnede i 1960.
Ledelsen af selskabet blev senere overdraget til Svens søn Otto Johan Hennig-Olsen. Hennig-Olsen er nu i sin tredje generation med Paal Hennig-Olsen som administrerende direktør og Espen Hennig-Olsen som marketingchef. Det er en af de få familievirksomheder som overlevede indenfor den norske fødevareindustri. I 2005 havde Hennig-Olsen en total markesandel i Norge på 46 %.